# 中山松元幼稚園
中山松元幼稚園（なかやままつもとようちえん）は、愛知県豊田市西中山町にある私立幼稚園。

## 卒園後の進路
豊田市立中山小学校
豊田市立加納小学校
豊田市立飯野小学校

## 卒園生
大石 綾美 （オリンピック選手)

## 幼稚園バス運行ルート
西中山町､深見町､田茂平町､加納町､乙部町､亀首町その他

## 交通アクセス
- とよたおいでんバス藤岡・豊田線（西中山経由）､小原・豊田線｢後田」バス停下車徒歩約2分。
- ふじバス西市野々線､三箇線｢後田｣バス停下車徒歩約2分。[2]